# Lys Gomis
Lys Gomis (ur. 6 października 1989 w Cuneo) – senegalski piłkarz grający na pozycji bramkarza. Od 2017 jest zawodnikiem klubu Paganese Calcio 1926.

## Kariera klubowa
Swoją karierę piłkarską Gomis rozpoczął w klubie Torino FC. W 2007 roku stał się członkiem pierwszego zespołu. W 2008 roku został wypożyczony do grającego w Serie B SPAL 1907 z Ferrary. Nie rozegrał w nim jednak żadnego meczu. W sezonie 2010/2011 ponownie wypożyczono go, tym razem do grającego w Serie C1 AS Casale Calcio. Występował w nim przez rok.
W sezonie 2012/2013 Gomis został wypożyczony do Ascoli Calcio. 6 marca 2013 zadebiutował w jego barwach w Serie B w wygranym 2:1 wyjazdowym meczu z Ceseną. W zespole Ascoli zagrał 6 razy w sezonie 2012/2013.
W 2013 roku Gomis wrócił do Torino. 30 listopada 2013 zaliczył w nim debiut w Serie A w zremisowanym 1:1 wyjazdowym meczu z Genoą, gdy w 52. minucie zmienił Daniele Padellego.
W 2014 roku Gomis został wypożyczony do Trapani Calcio. 4 października 2014 zaliczył w nim debiut w wygranym 1:0 domowym spotkaniu z US Latina Calcio. W sezonie 2014/2015 był podstawowym zawodnikiem Trapani.
W 2015 roku Gomis trafił na wypożyczenie do Frosinone Calcio, a w 2016 do ACS Poli Timișoara. Latem 2016 przeszedł do US Lecce, a w 2017 do Paganese Calcio 1926.
| Sezon   | Klub                 | Kraj    | Rozgrywki | Mecze | Gole |
| ------- | -------------------- | ------- | --------- | ----- | ---- |
| 2007/08 | Torino FC            | Włochy  | Serie A   | 0     | 0    |
| 2008/09 | SPAL 1907            | Włochy  | Serie C   | 0     | 0    |
| 2009/10 | Torino FC            | Włochy  | Serie B   | 0     | 0    |
| 2010/11 | AS Casale Calcio     | Włochy  | Serie C1  | 14    | 0    |
| 2011/12 | Torino FC            | Włochy  | Serie B   | 0     | 0    |
| 2012/13 | Torino FC            | Włochy  | Serie A   | 0     | 0    |
| 2013/14 | Torino FC            | Włochy  | Serie A   | 1     | 0    |
| 2014/15 | Trapani Calcio       | Włochy  | Serie B   | 29    | 0    |
| 2015/16 | Frosinone Calcio     | Włochy  | Serie A   | 0     | 0    |
| 2015/16 | ACS Poli Timișoara   | Rumunia | Liga I    | 1     | 0    |
| 2016/17 | US Lecce             | Włochy  | Serie C   | 11    | 0    |
| 2016/17 | Paganese Calcio 1926 | Włochy  | Serie C   | 1     | 0    |
| 2017/18 | Paganese Calcio 1926 | Włochy  | Serie C   | 28    | 0    |

## Kariera reprezentacyjna
W reprezentacji Senegalu Gomis zadebiutował 25 marca 2014 w zremisowanym 1:1 towarzyskim meczu z Mali. W 2015 roku został powołany do kadry na Puchar Narodów Afryki 2015. Był rezerwowym bramkarzem dla Bouny Coundoula i nie zagrał na tym turnieju w żadnym meczu.